# Camellia danzaiensis
Camellia danzaiensis là một loài thực vật có hoa trong họ Theaceae. Loài này được H.T.Chang & K.M.Lan mô tả khoa học đầu tiên năm 1989.